# Ленарт-над-Лушо
Ленарт-над-Лушо (словен. Lenart nad Lušo) — поселення в общині Шкофя Лока, Горенський регіон, Словенія. Висота над рівнем моря: 744,4 м.